# FIFA Football 2005
FIFA Football 2005, cunoscut ca FIFA Soccer 2005 în America de Nord, și ca FIFA 2005, este un joc video de fotbal lansat în noiembrie 2004 și publicat de Electronic Arts la nivel mondial sub numele de EA Sports. Este al doisprezecelea joc din Seria FIFA, al nouălea în 3D și ultimul joc lansat pe PlayStation.

## Coloană sonoră
Coloana sonoră a fost compusă de EA Trax. The songs featured are as follows:
- Air - "Surfing on a Rocket"
- Brothers - "Dieci Cento Mille"
- Clorofila of Nortec Collective - "Almada"
- Debi Nova - "One Rhythm (Do Yard Riddim Mix)"
- Emma Warren - "Wants U Back" (listed as "She Wants You Back")
- Faithless - "No Roots"
- Ferry Corsten - "Rock Your Body, Rock"
- Flogging Molly - "To Youth (My Sweet Roisin Dubh)"
- Franz Ferdinand - "Tell Her Tonight"
- Future Funk Squad - "Sorcerary"
- Gusanito - "Vive La Vida"
- Head Automatica - "Brooklyn Is Burning"
- Inverga + Num Kebra - "Eu Perdi Você"
- Ivete Sangalo - "Sorte Grande"
- INXS - "What You Need (Coldcut Force Mix 13 Edit)"
- Jose - "A Necessidade"
- Los Amigos Invisibles - "Esto Es Lo Que Hay (Reggaeton Remix)"
- Mala Rodriguez - "Jugadoras, Jugadores"
- Mañana - "Miss Evening"
- Marcelo D2 - "Profissão MC"
- Miss J - "Follow Me"
- Morrissey - "Irish Blood, English Heart"
- Nachlader - "An die Wand"
- New Order - "Blue Monday"
- Oomph! - "Augen Auf!"
- Paul Oakenfold - "Beautiful Goal (EA Sports Football Theme)"
- Sandro Bit - "Ciao Sono Io"
- Sarah McLachlan - "World on Fire (Junkie XL Remix)"
- Scissor Sisters - "Take Your Mama"
- Seeed - "Release"
- Sneak Attack Tigers - "The End of All Good"
- Sôber - "Cientos de Preguntas"
- Soul'd Out - "1,000,000 Monsters Attack"
- The Sounds - "Seven Days a Week"
- The Soundtrack of Our Lives - "Karmageddon"
- The Streets - "Fit But You Know It"
- Wayne Marshall - "Hot in the Club"
- Zion y Lennox - "Ahora"